# 맨몸의 소방관
《맨몸의 소방관》은 2017년 1월 12일부터 2017년 1월 19일까지 KBS2에서 방영된 수목드라마이다.

## 줄거리
뜻하지 않게 누드모델이 된 소방관이 10년 전 방화 살인 사건의 범인으로 지목되면서 벌어지는 이야기이다.

## 등장인물

### 주요 인물
- 이준혁 : 강철수 역 (아역 : 안도규)
- 정인선 : 한진아 역 (아역 : 이영은)
- 조희봉 : 권정남 역
- 박훈 : 오성진 역 (아역 : 류의현)
- 서정연 : 한송자 역
- 이원종 : 장광호 역

### 119 안전센터
- 김지훈 : 남일 역
- 박지훈 : 대영 역
- 이도겸 : 준호 역

### 주변 인물
- 길해연 : 정순 역
- 이두석 : 승재 역

### 그 외
- 김수진
- 한갑수
- 이정인
- 류의현
- 차명욱
- 공상아
- 김남우
- 박은영
- 오순태
- 김광섭
- 주성환
- 김재철
- 서광재
- 김단우 : 권정남의 딸 역

## 시청률
최저 시청률과 최고 시청률은 시청률 조사회사와 지역별로 시청률에 차이가 있을 수 있습니다.
| 2017년 | 2017년   | 2017년         | 2017년       | 2017년         | 2017년       |
| 회차   | 방송일   | TNmS 시청률    | TNmS 시청률  | AGB 시청률     | AGB 시청률   |
| 회차   | 방송일   | 대한민국(전국) | 서울(수도권) | 대한민국(전국) | 서울(수도권) |
| ------ | -------- | -------------- | ------------ | -------------- | ------------ |
| 제1회  | 1월 12일 | 3.9%           | 4.0%         | 4.1%           | 4.2%         |
| 제2회  | 1월 18일 | 3.5%           | 4.2%         | 3.6%           | 4.3%         |
| 제3회  | 1월 18일 | 3.6%           | 3.7%         | 4.1%           | 4.2%         |
| 제4회  | 1월 19일 | 4.5%           | 5.3%         | 5.2%           | 6.0%         |

## 동시간대 드라마
MBC 수목드라마
- 《미씽나인》 : (2017년 1월 18일 ~ 2017년 3월 9일)

SBS 드라마 스페셜
- 《푸른 바다의 전설》 : (2016년 11월 16일 ~ 2017년 1월 25일)

## 같이 보기
- 대한민국의 텔레비전 드라마 목록 (ㅁ)
- 2017년 대한민국의 텔레비전 드라마 목록